# William Mundy (Komponist)
William Mundy (* um 1529 möglicherweise in London; † um 1591) war ein englischer Kirchenmusiker und der Vater des Musikers John Mundy.

## Familie
Mundy leitete unter anderem den Chor der St. Pauls Kathedrale, wurde 1543 Mitglied im Chor von Westminster Abbey und war seit dem 21. Februar 1563 Mitglied der Chapel Royal, an der er bis zu seinem Tode verblieb. Er war mit Mary Alcock verheiratet, mit der er zwei Söhne hatte.
- John Mundy (geboren um 1554/1555, gestorben 29. Juni 1630), war ein Organist und erhielt am 2. Juli 1624 in Oxford den Titel „Doktor der Musik“[1]
  - eine Tochter Judith Mundy ⚭ John Bennet (1569–1645), kinderlos verstorben.
- Stephan Mundy (geboren um 1556, starb 1640, im Alter von 84 Jahren), der am Hof bei James I., später bei Charles I. tätig war.
  - Stephen Mundy, der im siebzehnten Jahrhundert einen Familienstammbaum erstellte

John Baldwin erwähnte noch 1591 Mundy und seinen Sohn John in seiner handschriftlichen Sammlung von Motetten und Madrigalen in einem einleitenden Gedicht:

“I will begine with White, Sheppard, Tye, and Talus, Parsons, Gyles, Mundie, th’oulde […], Mundie yonge th’oulde man’s sonne, and likewise others moe …”

„I werde mit White, Sheppard, Tye und Talus, Parsons, Gyles, Mundie, dem Älteren […], Mundie dem Jüngeren, des älteren Mannes Sohn, und weiteren beginnen…“

Mundy schrieb sowohl englische als auch lateinische Kirchenmusik, darunter mehrere Services und Anthems. Bei einigen der ihm zugeschriebenen Werke ist nicht klar, ob sie von ihm oder von einem Sohn John Mundy verfasst wurden.

## Werke
Lateinisch
- Adhaesit pavimento
- Adolescentulus sum ego
- Alleluya (Per te dei genitrix) I & II
- Alleluya Post partem
- Beati immaculati in via
- Beatus et sanctus
- Domine, non est exaltatum
- Domine, quis habitabit
- Eructavit cor meum
- Exurge Christe
- In exitu Israel
- In nomine I and II (evtl. auch von John Mundy)
- Kyrie Cunctipotens genitor
- Kyrie Orbis factor
- Maria virgo sanctissima
- Magnificat
- Mass on the Square I
- Mass on the Square II
- Memor esto
- Noli aemulari
- Rerum Creator omnium
- Sermone blando
- Sive vigilem
- Veni Creator spiritus
- Videte Miraculum
- Vox Patris Caelestis

Englisch
- Ah! helpless wretch
- A New Commandment
- Bow down Thine ear
- Evening Service in C Fa Ut (3vv)
- Evening Service in Medio Chori (incl. Magnificat and Nunc Dimittis)
- Increase my joy
- Let us now laud and magnify
- Magnificat from Excellent service "to Mr. Parsons" ( Network.png )
- My song shall be
- Nunc Dimittis from Excellent service "to Mr. Parsons" ( Network.png )
- O give thanks
- O Lord, I bow at the knees (from the Pembroke partbooks)
- O Lord, our Governor
- O Lord, the Maker of All Thing (a/k/a Rerum Creator Omnium) 2 editions available
- O Lord, the world's savior
- The secret sins